# Eremophila flaccida
Eremophila flaccida är en flenörtsväxtart som beskrevs av Chinnock. Eremophila flaccida ingår i släktet Eremophila och familjen flenörtsväxter. Inga underarter finns listade i Catalogue of Life.